# Максимовка (река, впадает в Японское море)
Макси́мовка (до 1972 года — Кхуци́н или Кусу́н) — река в Тернейском районе Приморского края России.
Длина — 103 км, площадь бассейна — 2240 км², падение — около 1200 м. Ширина реки до 45 м, глубина — в пределах 0,8-1 м (наибольшая — 2,8 м). В некоторых ямах в нормальный период (то есть не в паводки) наибольшая глубина 5,3 м.
Берёт начало на южных склонах горного массива г. Курортная (1623), расположенного в пределах Восточного Сихотэ-Алиня. Течёт в северном направлении, затем после слияния с рекой Удачная меняет направление на восточное. Впадает в Японское море около села Максимовка (стоит на правом берегу).
Основные притоки: слева Большая Луговая (70-й км), Удачная (59-й км), Угольный ручей (53-й км), Фунтикова (левый, 24-й км), справа Орлиная (17-й км).

## Источник
- Примпогода: Река Максимовка. primpogoda.ru. Дата обращения: 4 мая 2019.